# Gesellschaft für Kinder- und Jugendrheumatologie
Die Gesellschaft für Kinder- und Jugendrheumatologie (GKJR) ist eine wissenschaftliche medizinische Fachgesellschaft im deutschsprachigen Raum. Sie vertritt Ärztinnen und Ärzte, die auf die Diagnostik und Behandlung rheumatischer Erkrankungen im Kindes- und Jugendalter spezialisiert sind.

## Geschichte
Die GKJR wurde 1990 als Arbeitsgemeinschaft für Kinder- und Jugendrheumatologie gegründet. Seit 2017 ist sie Mitglied der Arbeitsgemeinschaft der Wissenschaftlichen Medizinischen Fachgesellschaften (AWMF).

## Organisation
Die GKJR ist ein eingetragener Verein. Sie wird durch einen gewählten Vorstand vertreten. Die Geschäftsstelle befindet sich am Deutschen Rheuma-Forschungszentrum in Berlin.

## Mitglieder
Die Gesellschaft hat mehr als 350 Mitglieder. Es handelt sich vorwiegend um Fachärztinnen und Fachärzte für Kinder- und Jugendmedizin mit dem Schwerpunkt pädiatrische Rheumatologie.

## Mitgliedschaft
Die Mitgliedschaft in der Gesellschaft für Kinder- und Jugendrheumatologie steht allen approbierten Ärztinnen und Ärzten sowie allen Hochschulabsolventinnen und -absolventen offen, die im Bereich der pädiatrischen Rheumatologie tätig sind oder sich für das Fachgebiet interessieren. Die Mitglieder engagieren sich in der Versorgung, Forschung, Lehre oder Vernetzung rund um rheumatische Erkrankungen im Kindes- und Jugendalter.

## Ziele und Aufgaben
Die Gesellschaft verfolgt das Ziel, die medizinische Versorgung von Kindern und Jugendlichen mit rheumatischen Erkrankungen zu verbessern. Weitere Aufgaben sind:
- Förderung von wissenschaftlicher Forschung
- Entwicklung und Aktualisierung medizinischer Leitlinien
- Organisation von Fort- und Weiterbildungsveranstaltungen
- Interdisziplinäre Zusammenarbeit mit Fachgesellschaften und Selbsthilfegruppen.[2]

## Arbeitskreise und Kommissionen
Die GKJR verfügt über mehrere Kommissionen und Arbeitskreise, die sich mit spezifischen fachlichen und organisatorischen Themen befassen. Sie tragen zur Entwicklung von Leitlinien, Qualitätsstandards, Fortbildungsangeboten und Studienkonzepten bei.
Zu den Kommissionen gehören unter anderem:
- Kommission Bewegung und Sport
- Kommission Bildgebung
- Kommission Forschung und Klinische Studien
- Kommission Klimakrise und Nachhaltigkeit
- Kommission Patient(inn)enschulung
- Kommission Pharmakotherapie und Leitlinien
- Kommission PRO-KIND
- Kommission Qualitätssicherung, Versorgung und Weiterbildung
- Kommission Young-GKJR (gegründet 2024 zur Förderung des Nachwuchses, auch aktiv auf Instagram unter @younggkjr)

Ein Beispiel für einen aktiven Arbeitskreis ist der Arbeitskreis Transition.
Diese Gremien fördern die interdisziplinäre Zusammenarbeit innerhalb der Kinderrheumatologie und sind zentral an der Weiterentwicklung des Fachgebiets beteiligt.

## Forschung und Projekte
Die GKJR ist an einer Vielzahl von wissenschaftlichen Projekten beteiligt oder unterstützt diese. Zu den bekanntesten zählen:
- Kinder-Biologika-Register (BiKeR)
- Langzeitbeobachtung JuMBO
- Frühkohorte ICON
- Forschungsnetzwerk COACH
- Transitionsprojekt InfoTrans
- ProKind Rheuma

Sabine-Löw-Stiftung
Im Jahr 2020 wurde die Sabine-Löw-Stiftung gegründet. Sie fördert pädiatrisch-rheumatologische Vorhaben in der Grundlagen- und Versorgungsforschung und unterstützt Projekte im Bereich der Kinderrheumatologie.

## Leitlinien
Die Gesellschaft ist an der Entwicklung medizinischer Leitlinien beteiligt, insbesondere im Rahmen der AWMF. Sie publiziert evidenzbasierte Empfehlungen zur Diagnostik und Therapie rheumatischer Erkrankungen im Kindesalter.

## Fort- und Weiterbildung
Die GKJR organisiert Fort- und Weiterbildungsveranstaltungen, darunter einen jährlichen wissenschaftlichen Kongress, themenspezifische Seminare und das Curriculum Kinderrheumatologie. Die Nachwuchsförderung stellt dabei einen zentralen Aspekt dar.

## Publikationen
Die GKJR veröffentlicht regelmäßig Verbandsnachrichten in der Fachzeitschrift „Arthritis + Rheuma“ (a+r). In jeder Ausgabe erscheinen aktuelle Informationen zu Projekten, Veranstaltungen und Entwicklungen aus der Kinderrheumatologie. Darüber hinaus informiert die Gesellschaft über ihre Website über relevante Themen aus dem Fachbereich.

## Patienteninformation und Öffentlichkeit
Die GKJR stellt auf ihrer Website umfassende Informationen für betroffene Kinder, Jugendliche und deren Familien zur Verfügung. Dazu gehören Übersichten zu Krankheitsbildern, medikamentösen Therapien, Impfempfehlungen und dem Übergang in die Erwachsenenrheumatologie (Transition). Zusätzlich bietet die Versorgungslandkarte eine Suchfunktion für kinderrheumatologische Einrichtungen in Deutschland, Österreich und der Schweiz. Auch Informationen zur Eltern- und Patientenschulung sowie zu Selbsthilfegruppen sind dort abrufbar.

## Kooperationen
Die GKJR arbeitet mit der Deutschen Gesellschaft für Rheumatologie (DGRh), der Deutschen Gesellschaft für Kinder- und Jugendmedizin (DGKJ), internationalen Fachgesellschaften wie PReS (Paediatric Rheumatology European Society) sowie mit Selbsthilfeorganisationen wie der Deutschen Rheuma-Liga zusammen.